# Sentadilla

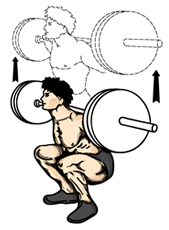
Las sentadillas en el entrenamiento con pesas.

La sentadilla o cuclilla (en dependencia del grado de flexión de rodillas y caderas, siendo mayor en la cuclilla) es uno de los ejercicios básicos del entrenamiento de fuerza. Trabaja directamente los músculos del muslo, músculos de la cadera y glúteos, y fortalece los huesos, ligamentos y tendones de piernas y caderas.
Considerado durante mucho tiempo un ejercicio vital para desarrollar fuerza y volumen en los músculos de las piernas y los glúteos, ha sido objeto de considerable controversia en los últimos años, debido a la acusación por parte de algunos entrenadores de que las sentadillas aumentan la probabilidad de sufrir lesiones lumbares y de rodilla. En consecuencia, muchos autores sugieren que se practiquen formas modificadas de la sentadilla. Otros autores, sin embargo, disputan las afirmaciones de riesgo y defienden el uso de la forma tradicional de practicar la sentadilla, empleando una buena técnica.
La sentadilla es uno de los tres movimientos que integran el levantamiento de potencia. En general es un excelente ejercicio para el desarrollo de las piernas, considerado por algunos autores como el principal.
Se celebra su día internacional el 13 de marzo.

## Ejecución
El movimiento básico se inicia siempre en posición erguida. Se suele hacer colocando una barra con discos cruzada sobre el músculo trapecio, detrás del cuello; también se puede hacer con una mancuerna, sosteniéndola con las manos frente al pecho. El movimiento se realiza flexionando rodillas y cadera para hacer bajar el cuerpo hacia el suelo sin perder la verticalidad, volviendo luego a la posición erguida.
Según el nivel de descenso se puede hablar de media sentadilla (los muslos no llegan a estar paralelos al suelo), sentadilla completa (los muslos acaban el descenso paralelos al suelo), o sentadilla profunda (los muslos pasan del paralelo, como si se quisiera sentarse en el suelo, para apoyarse en tobillos y gemelos). No se han hallado diferencias significativas de activación muscular entre las distintas profundidades, aunque se suele recomendar llegar al menos hasta la paralela, pues quedarse arriba de la paralela limita el uso de los extensores de rodilla y cadera, limitando la tensión mecánica y la elongación de las fibras musculares, algo importante para la hipertrofia.
Es por esto que la mayoría de autores defienden que, para un mayor incremento de masa muscular, hay que aproximarse lo más posible a la sentadilla profunda, aunque otros autores aconsejan no sobrepasar la posición final de sentadilla normal durante el descenso.
Es aconsejable realizar una inspiración profunda justo antes de iniciar el movimiento de descenso, bloquear la respiración y no espirar hasta finalizar la fase ascendente; de esta forma se tensa la musculatura del tórax, haciendo más fácil el mantener la espalda recta durante el ejercicio.

## Músculos implicados
La sentadilla es un ejercicio prácticamente de cuerpo completo. Implica principalmente a los grupos musculares de los muslos, glúteos, parte baja y extensores de la espalda. Además, la ubicación del peso desplaza el centro de gravedad del cuerpo hacia arriba, con lo que se requiere un esfuerzo adicional para mantener el equilibrio que implica la intervención en menor medida del resto de cadera, pierna y parte superior de la espalda. Al trabajar con tantos grandes grupos musculares simultáneamente y de forma tan intensa, exige también un gran esfuerzo cardiovascular.
A medida que el cuerpo desciende, rodillas y cadera se flexionan, el tobillo se dorsiflexiona, y los músculos alrededor de las articulaciones se contraen excéntricamente, alcanzando su máxima contracción al final del movimiento mientras frenan y finalmente detienen el descenso. Los músculos alrededor de los tobillos trabajan para proporcionar estabilidad. Del mismo modo, si se emplean pesas, los músculos del tronco se activan para proporcionar estabilidad, principalmente los correspondientes a la espalda.
En la segunda fase del movimiento, cuando se vuelve a la posición vertical erguida, los músculos de las piernas se contraen concéntricamente, rodillas y cadera se extienden y el tobillo se plantarflexiona.

## Técnica correcta

### Inicio del movimiento
Como el movimiento se empieza en posición erguida, lo más aconsejable es situar la barra en algún tipo de soporte (idealmente una power cage) que la sitúe aproximadamente a mitad del pecho del levantador. Para iniciar el ejercicio, basta con situarse bajo ella y elevarse. De esta forma pueden emplearse cargas mayores que si se ha de levantar el peso desde el suelo.
Hay que mantener la espalda recta durante todo el movimiento, y procurar no inclinar el torso adelante más de lo estrictamente necesario, con el fin de no causar tensión innecesaria en la parte baja de la espalda. Tensar la parte superior de la espalda durante el ejercicio, empujando los hombros hacia atrás, ayuda a mantener una postura lumbar correcta y una mejor superficie para apoyar la barra. Además, si justo antes de iniciar el descenso se realiza una inspiración profunda, la presión interior en el torso ayudará a mantener la espalda recta. Por la misma razón, es aconsejable tensar los músculos del abdomen y mantenerlos así durante todo el ejercicio.
Situar la barra baja, justo sobre los omóplatos, reduce el dolor y molestias causado al emplear pesos elevados. También puede emplearse una toalla doblada o un forro acolchado extraíble para reducir la molestia provocada por el peso. También hay que mirar adelante durante todo el movimiento, manteniendo la cabeza recta; si se baja la cabeza se tiende a inclinar la espalda adelante, mientras que si se inclina hacia arriba puede aparecer dolor en la parte posterior del cuello.
El peso debe soportarse con la espalda, no con los brazos. La única función de los brazos es estabilizar la barra durante el movimiento. Las muñecas deben estar rectas, en línea con los antebrazos; es más fácil alcanzar la postura correcta si se coge la barra de manera abierta, sin oponer los pulgares al resto de dedos.
Las piernas deben estar separadas a la altura de los hombros, los pies mirando hacia el frente, en una posición que resulte cómoda, con entre 0 y 30 grados de inclinación respecto a la vertical del cuerpo. Situar los pies más abiertos, más juntos o excesivamente inclinados hacia el interior o el exterior supone incrementar la tensión en las rodillas, aunque en el pasado se consideraban variantes aceptables del ejercicio. Debe apoyarse el peso por igual sobre todo el pie, no concentrado en los dedos de los pies.
Mantener los codos por detrás de la barra durante el movimiento ayuda a tensar la parte alta de la espalda. Ponerlos por delante de la barra obliga a doblar las muñecas, lo que resulta incómodo e incrementa el riesgo de lesiones.

### Fase de descenso
Las rodillas deben quedar aproximadamente sobre los dedos de los pies al final del movimiento, o un poco más adelantadas. Si las rodillas quedan mucho más adelantadas que los dedos de los pies se incrementa la tensión sobre las mismas, favoreciendo la aparición de lesiones. Para una correcta posición de las rodillas, las caderas deben ir hacia atrás al bajar, de modo que los hombros se inclinarán ligeramente adelante para mantener el equilibrio (manteniendo siempre la espalda recta). El resultado es que con un movimiento de descenso correcto, los pesos se desplazan siempre sobre la misma vertical sin inclinarse, nunca en horizontal.
Las rodillas tampoco deben desplazarse hacia dentro o hacia afuera durante el movimiento, ya que eso incrementaría la tensión sobre las mismas; tan solo deben desplazarse adelante y hacia atrás, nunca a los lados. Esto depende de una correcta colocación de los pies antes de iniciar el movimiento. El movimiento de las rodillas ha de ser siempre en línea recta, en la dirección aproximada a la que apuntan los pies.

### Fase de ascenso
El desplazamiento de las caderas ha de ser hacia arriba: un error muy común es empezar la subida desplazándolas adelante, con lo que se inclina el torso adelante para luego erguirse, incrementando la tensión en las rodillas y posiblemente arqueando la espalda. Tensar los glúteos durante todo el movimiento, y especialmente al final, ayuda a enderezarse y asegura que se finaliza sin arquear la parte baja de la espalda, reduciendo la tensión en la misma.
Hay que empujar distribuyendo el peso en todo el pie, no en los dedos; si se empuja con los dedos, el cuerpo se inclinará adelante.
Al igual que durante el descenso (y por las mismas razones), las rodillas no deben inclinarse hacia dentro o hacia afuera. Al finalizar el ascenso se realiza la expiración.

### Errores comunes
Dos errores muy habituales en el movimiento son descender demasiado rápido, y flexionar el torso demasiado adelante.
El descenso demasiado rápido aumenta la probabilidad de sufrir una lesión, al incrementar la tensión debida al "frenazo" necesario al final del movimiento (a mayor velocidad de descenso, mayor energía cinética acumulada). Para evitar exceso de tensión, el movimiento, en el descenso, debe ser controlado. En cuanto al ascenso, subir a una velocidad concéntrica alta es recomendable, debido a la mayor cantidad de fibras rápidas en el cuádriceps; aparte de que favorece el desarrollo de la fuerza, aumenta la tensión mecánica, el daño muscular y, por tanto, a la hipertrofia. Pero esto debe realizarse sin que se pierda la técnica, y por eso es recomendable sólo aplicar esta técnica cuando ya se tenga dominada la fase concéntrica a velocidad regular.
Inclinar demasiado el torso adelante, por su parte, incrementa la tensión sobre la parte baja de la espalda, lo que supone un incremento de la probabilidad de lesiones lumbares como la hernia discal. Al mismo tiempo el cuerpo se inclinará adelante, con lo que las rodillas también se verán más forzadas.
Un tercer error común se refiere a la colocación de los pies. Si las piernas están demasiado abiertas, se incrementa la tensión lateral sobre las rodillas, y será imposible realizar el movimiento en toda su amplitud. Si están demasiado juntas, será más difícil realizar un movimiento estable, y puede ser imposible realizar una sentadilla profunda. También debe prestarse atención a la colocación del pie respecto al eje de simetría del cuerpo; los pies vueltos demasiado hacia el exterior o hacia el interior incrementarán la tensión en las rodillas.

## Controversia
El ejercicio de sentadilla realizado con peso libre ha sido muy criticado durante los últimos años, argumentando que supone un estrés excesivo en las articulaciones lumbares y de rodilla. Otros autores, sin embargo, afirman que los riesgos de la sentadilla son fácilmente superables mediante el empleo de una técnica correcta.
Gran parte de los problemas asociados a la sentadilla relacionados con las articulaciones de la columna son evitables con una correcta ubicación de la espalda durante el ejercicio: recta, sin inclinarse excesivamente hacia el frente ni curvar la parte baja.
Respecto a las rodillas, se han publicado estudios que demostrarían un incremento del riesgo de lesión en los tendones de las rodillas al practicar sentadillas profundas con pesos grandes. Sin embargo, otros estudios afirman que dicho tipo de sentadillas pueden, de hecho, ayudar a reforzar los tendones de las rodillas, siempre que no existan tensiones laterales durante el ejercicio, es decir, que la rodilla se desplace siempre en línea recta (no a los lados).

## Variantes

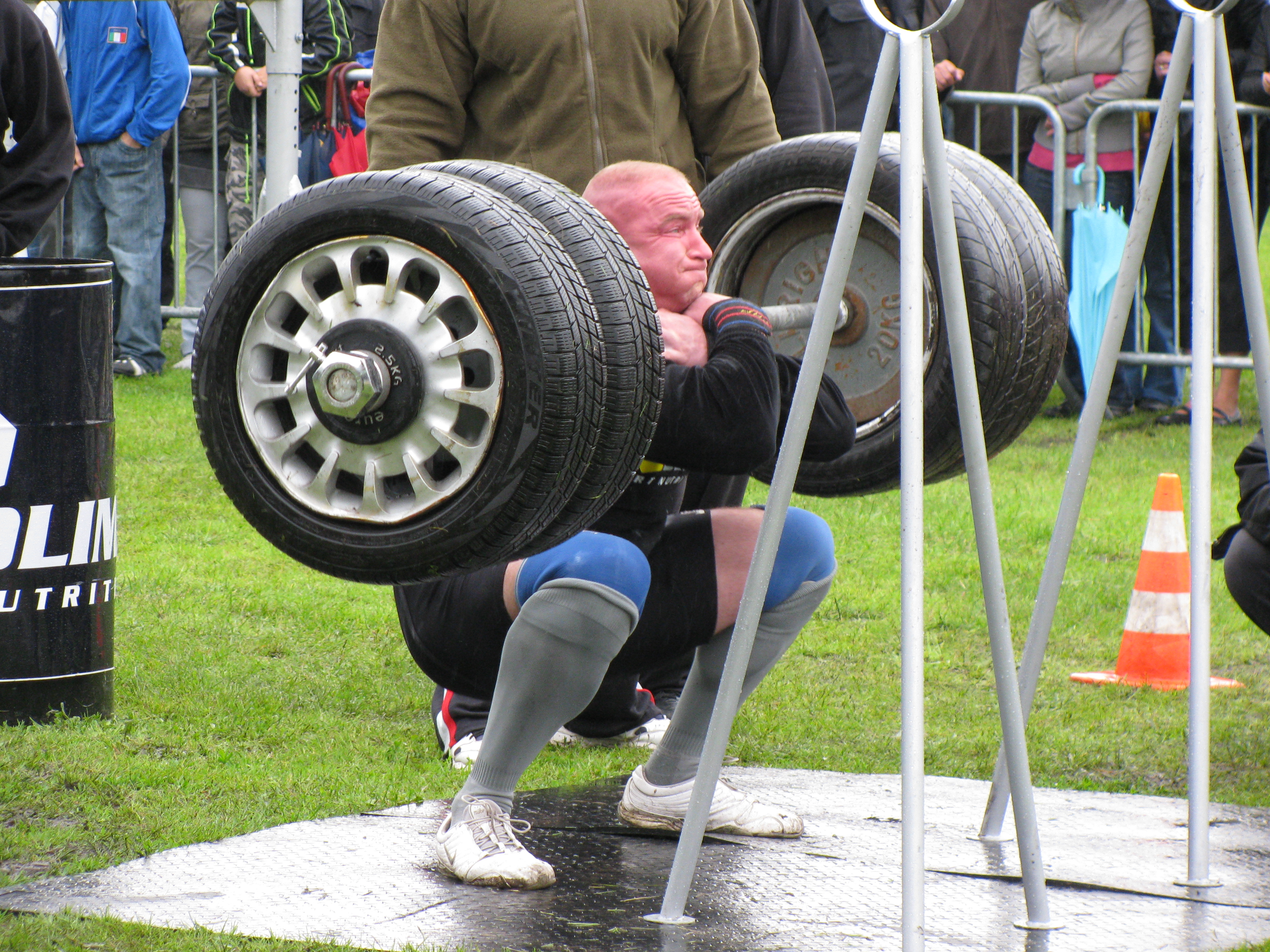
Ejemplo de sentadilla frontal durante una competición de strongman.

Existen numerosas variantes de las sentadillas, dependiendo del material empleado o la forma de ejecución:
- Sentadilla de espalda - la forma más conocida; se sujeta una barra sobre la espalda, cruzada sobre el músculo trapecio en la zona de la base del cuello. En levantamiento de potencia se ubica en una posición más baja, para conseguir más superficie de apoyo, mientras que en halterofilia se suele sujetar la barra en una posición más elevada, en una postura inicial más parecida a la de un levantamiento en dos tiempos que se hiciera por detrás del cuello. Estas variantes reciben los nombres respectivos de con barra baja y con barra alta.[3][5]

- Sentadilla frontal - se sitúa el peso (normalmente una barra) en la parte frontal del cuerpo, a través de la clavícula y el músculo deltoides, bien con las manos agarrando la barra de forma normal, bien con los brazos cruzados y las manos sobre la barra, sujetándola contra el cuerpo. En ambos casos la espalda se mantiene recta y sin inclinarse durante todo el movimiento, los codos lo más elevados posible para mantener la barra en su sitio. Implica menos riesgo para la espalda, pero puede desplazarse menos peso que con una sentadilla de espalda.[3][5]

- Sentadilla sobre la cabeza - la barra se sujeta sobre la cabeza con los brazos extendidos, como en el movimiento de arrancada. Al igual que en la sentadilla frontal, se carga menos la espalda, pero se puede trabajar con menos peso. A cambio, también implica los músculos del brazo y, sobre todo, los deltoides.[5]

- Sentadilla Zercher - el movimiento empieza con la barra en el suelo. Se levanta hasta las rodillas con un movimiento de peso muerto, para apoyarla sobre los muslos. Luego se sitúan los brazos bajo la barra, sujetándola con la parte interior de los codos. Se realiza la incorporación, y se repite a la inversa para el descenso. Es un movimiento doloroso para los brazos en cuanto se incrementa el peso empleado.[3]

- Sentadilla posterior (Hack squat en inglés) - la barra se sujeta con las manos por detrás de la espalda. Inventada a principios de 1900 por el luchador profesional Georg Hackenschmidt.[3]

- Sentadilla sin peso (literalmente, Sissy squat, en inglés) - se realiza sin peso o sujetando una mancuerna o disco entre las piernas o sobre el pecho. Partiendo de la posición erguida, se inclina el torso hacia atrás mientras se doblan las rodillas adelante. Se suele emplear un apoyo (banco o pared) para mantener el equilibrio.[3]

- Sentadilla de una sola pierna o sentadilla de pistola - se realiza de la forma normal, pero con una pierna elevada, sin contacto con el suelo.[11]

- Sentadilla partida - sentadilla de una sola pierna en la que la pierna que no trabaja, en lugar de elevarse sobre el suelo, se apoya en el mismo unos pasos por detrás del levantador, como si fuera un lunge estático.[11]

- Sentadilla búlgara - muy similar a la sentadilla partida, pero con el pie que no trabaja apoyado en una plataforma a la altura de la rodilla del otro pie. Obliga a trabajar más al tronco para poder mantener el equilibrio.[11]

- Sentadilla hindú - se realiza sin pesos. Los tobillos se levantan del suelo durante el descenso, y el peso del cuerpo se apoya en los dedos. Las rodillas pasan muy por delante de los dedos en la flexión.[11]

- Sentadilla con salto - ejercicio pliométrico, usualmente realizado sin pesos, en el que el ejecutante salta en el aire al final de la fase de extensión.

## Equipo

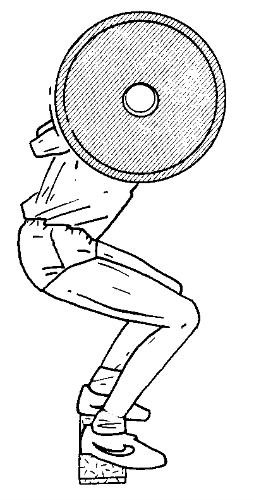
Ejemplo del uso de alzas bajo los tobillos para mejorar la estabilidad.

Se pueden usar varios materiales para realizar las sentadillas. El más evidente son las propias pesas, bien en forma de barra o mancuernas.
Con el fin de evitar el riesgo de lesiones y eliminar la necesidad de tener un ojeador, se pueden emplear dispositivos como la máquina Smith o el power cage, aunque hay que poner especial cuidado al usar la máquina Smith, ya que al eliminar la necesidad de mantener el equilibrio, se puede causar tensión excesiva en espalda y rodillas.
Otro equipo posible incluye prendas como un cinturón de halterofília para dar apoyo adicional a la parte baja de la espalda, así como tablones de madera para situar bajo los tobillos, mejorando la estabilidad y permitiendo una sentadilla más profunda, sobre todo cuando el levantador es alto. Algunos zapatos especiales de entrenamiento incluyen calzas de madera en los talones para crear el mismo efecto. Sin embargo, algunos autores desaconsejan totalmente los tacones, tablones y similares, argumentando que pueden empeorar la forma de realización con el tiempo.
Si se usa una barra, puede emplearse también un pequeño forro acolchado de quita y pon, para evitar la incomodidad del levantador cuando se usa mucho peso, aunque puede dificultar la ejecución al favorecer la ubicación de la barra en una posición demasiado elevada. Esta situación puede evitarse en gran parte empleando una postura de barra baja.

## Récords
- El récord actual pertenece a Brian Carroll originario de Florida, Estados Unidos, el 3 de octubre de 2020 realizó una sentadilla con un peso de 592,3 kg (1306 lb).[13]

- El récord de sentadillas sin peso en una hora es de 4708, realizados por Arturo Soriano.[14]